# VO5
VO5（ブイオーファイブ）は、サンスターが販売しているヘアスプレーである。

## 概要
アメリカのアルバート社との業務提携品で、1966年に販売開始。5種類のVital Oilを配合したヘアコンディショナーを発売した際に頭文字をとり"VO5"と命名された。ホホバ種子油、アボカド油、ラベンダー油、ヘーゼルナッツ油、ヒマワリ種子油を含んでいる。

## 商品ラインナップ
- VO5 スーパーキープヘアスプレイ
  - エクストラハード（無香料）
  - エクストラハード（フレッシュブーケの香り）
  - エクストラハード（パールローズの香り）
- VO5 for MEN ヘアスプレイ
  - スーパーハード（無香料）
  - スーパーハード（微香性）
  - ウルトラスーパーハード（無香料）
- VO5 for MEN ブルーコンディショナー（無香性、微香性）